# The Casual Brothers
The Casual Brothers är en grupp bestående av CosM.I.C och Embee från Looptroop.

## Diskografi

### EP
- 2001 – The Casual Brothers
- 2003 – Costumer's Choice (Part Two)